# Traité de Chambord
Pour les articles homonymes, voir Chambord.
 Voir le traité sur Wikisource
Le traité de Chambord est signé le 15 janvier 1552, au château de Chambord, situé dans la province de l'Orléanais, entre le roi de France Henri II et trois princes protestants allemands : l'électeur Maurice de Saxe, Jean-Albert Ier de Mecklembourg-Schwerin et Guillaume IV de Hesse-Cassel, s'opposant à l'empereur du Saint-Empire romain germanique, Charles Quint. Par ce traité, les princes allemands cédaient le vicariat des évêchés de Toul, Verdun et Metz à la France (les Trois-Évêchés). En échange, Henri II leur promettait une aide économique et militaire contre Charles Quint.

## Historique
Un pacte tenu secret est conclu dès le 5 octobre 1551 entre le royaume de France et des États protestants du Saint-Empire romain germanique. Après avoir soutenu le parti de Charles Quint, Maurice de Saxe conclut un accord permettant à Henri II de s'assurer du soutien de plusieurs princes allemands,.
Le traité de Chambord permet de ratifier ce pacte le 15 janvier 1552.
Les princes allemands s'engagent à attaquer Charles Quint et à tenter de le faire prisonnier, et Henri II doit se porter sur les Pays-Bas.
Henri II déclara la guerre en février 1552. La campagne militaire est d'abord dirigée vers l'Allemagne puis vers les Pays-Bas. La France remporte d'importants succès initiaux, qui lui permettent d'occuper la Lorraine et les Trois-Évêchés.
Les clauses du traité de Chambord semblent constituer l'une des raisons de la Guerre de Sept Ans (1552-1559) que se livrent Henri II et Charles Quint.

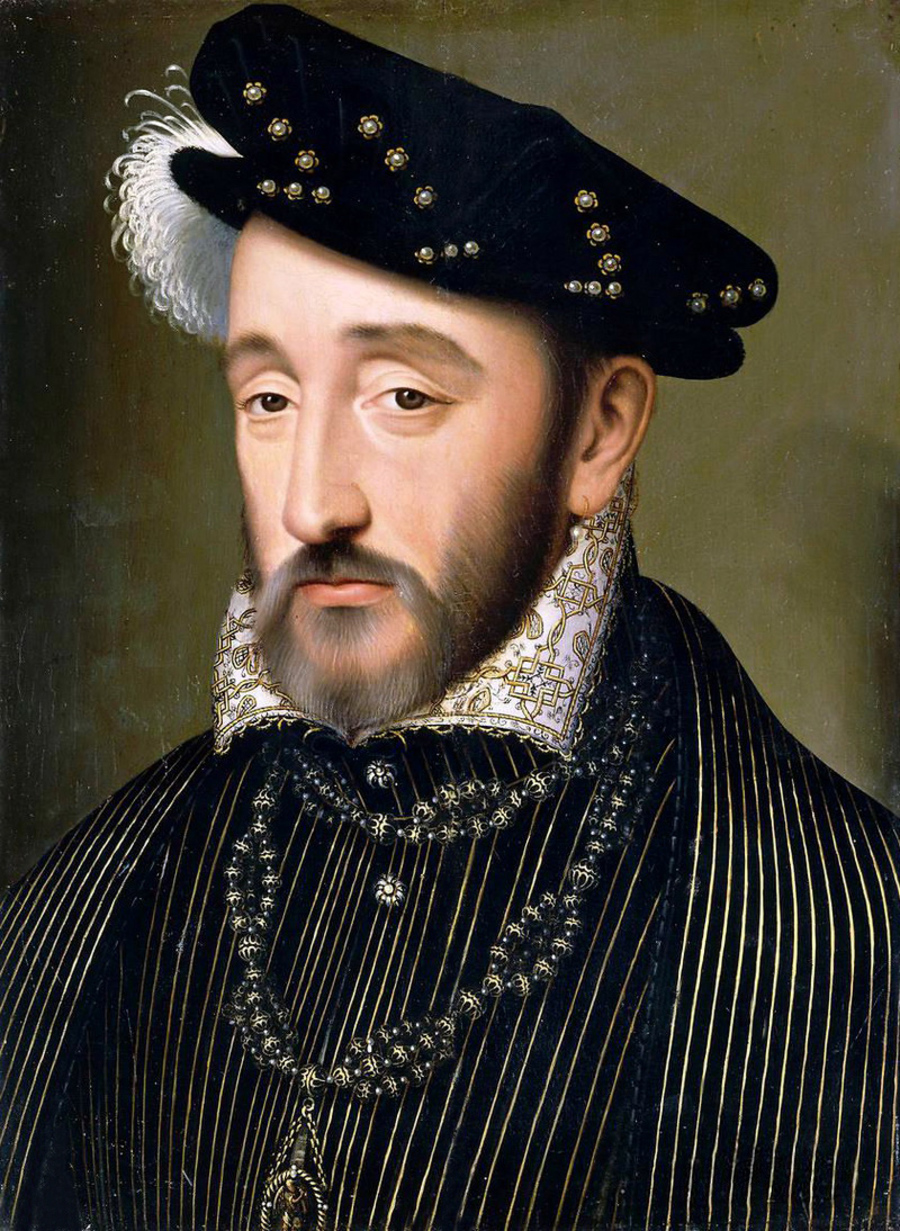
Henri II
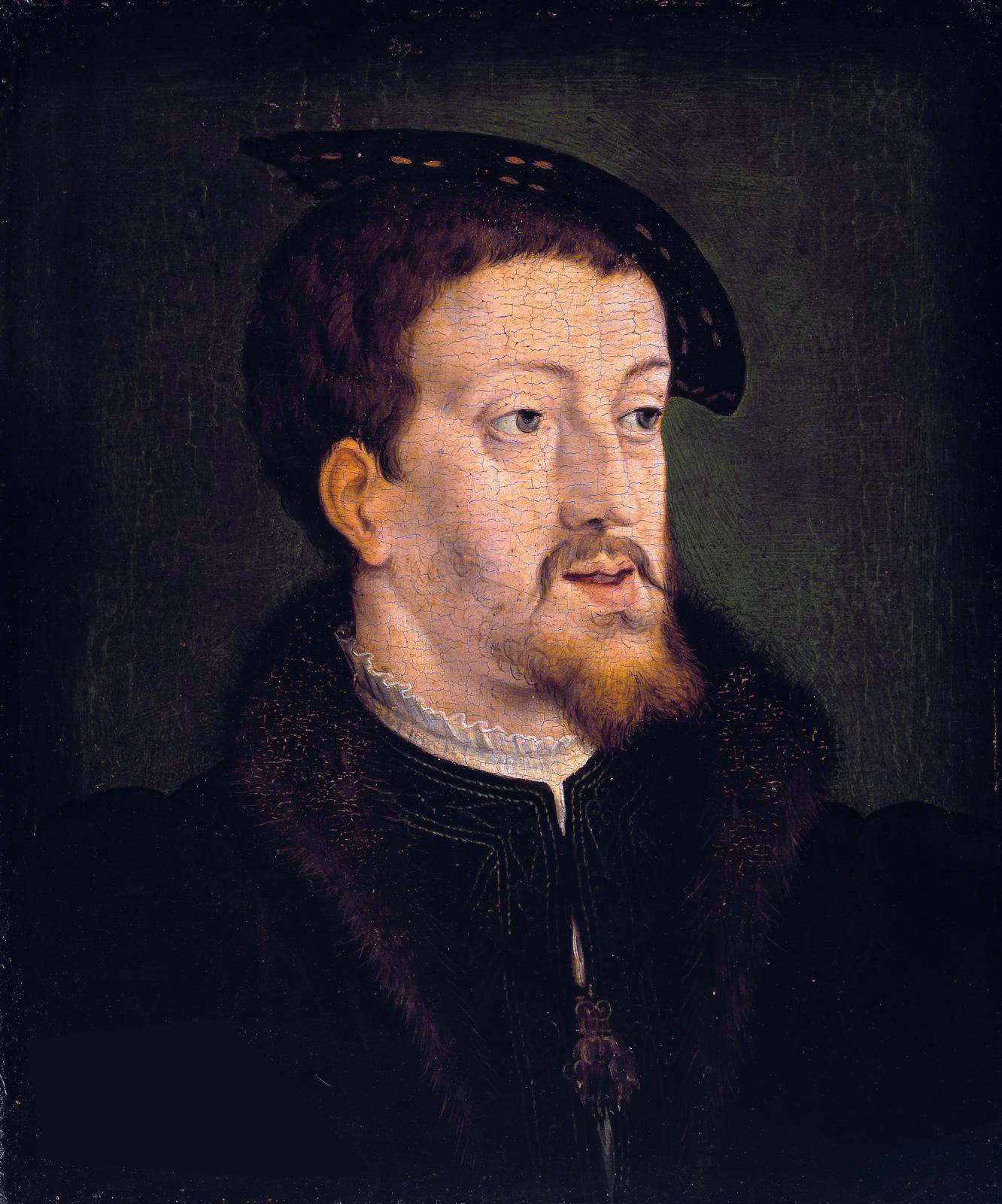
Charles Quint
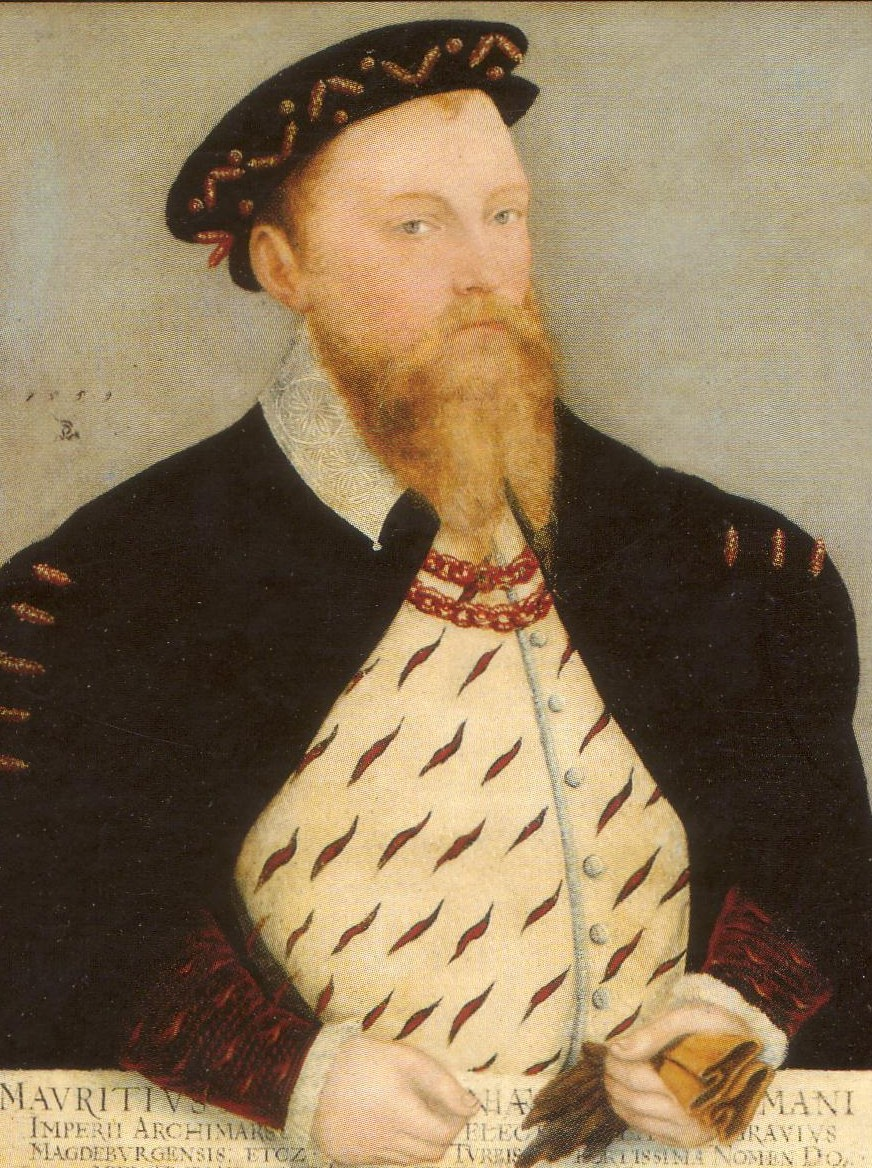
Maurice de Saxe

## Texte du traité
Extraits (en allemand) du texte du traité :
„Wir sehen vor Augen die List, wodurch unsere Widersacher vermeinen, unsere Religion einzuschränken und zuletzt gar auszutilgen. Wir haben angesehn, wie die Römische Kaiserl. Majestät dahin trachtet, daß sie nicht allein die Kurfürsten und Fürsten, sondern auch die Grafen, Herren, die übrigen vom Adel, die ehrbaren Städte und gemeinen Untertanen unseres hochgeliebten Vaterlandes, der deutschen Nation, von ihren alten Freiheiten zu einer solchen viehischen, unerträglichen und ewigen Knechtschaft wie Spanien bringen möchte […]“.
„So haben wir bei uns erwogen, daß wir lieber Not und Tod gewärtigen wollen, denn einer solchen Schande länger unterwürfig zu sein und haben uns zur Durchsetzung unseres Willens vertraunensvoll in eine Verständigung mit Herrn Heinrich, König zu Frankreich, eingelassen, also daß wir wollen mir Heereskraft das beschwerliche Joch der Knechtschaft von uns werfen, und die alte Freiheit unseres geliebten Vaterlandes, der deutschen Nation, erretten […]“.
„Zur Erhaltung des Kriegsvolkes will und soll der König uns gutwillig jeden Monat reichen und erlegen 70.000 Goldkronen. Es soll nicht mehr als ein oberster Feldhauptmann geordnet werden […] Hierzu ist der Kurfürst von Sachsen […] durch uns andere zum Generaloberst gewählt worden. Es wird auch für gut erachtet, daß die Königl. Majestät zu Frankreich sofort die Städte, so zum Reich von alters her gehört haben und nicht deutscher Sprache sind, als nämlich Cambrai, Toul, Metz und Verdun, ohne Verzug einnehme und die als Vikar des Reiches innehabe und behalte.“